# Synagoga v Moravských Budějovicích
Zaniklá synagoga byla v Moravských Budějovicích vystavěna roku 1910 v dnešní Pražské ulici.
Zbořena byla roku 1977 při výstavbě autobusového nádraží a na jejím místě (č.p. 116) dnes stojí kanceláře dopravní společnosti. 
V obci se také nachází židovský hřbitov.